# Rhescyntis hippodamia
Rhescyntis hippodamia är en fjärilsart som beskrevs av Pieter Cramer 1777. Rhescyntis hippodamia ingår i släktet Rhescyntis och familjen påfågelsspinnare. Inga underarter finns listade.

## Bildgalleri

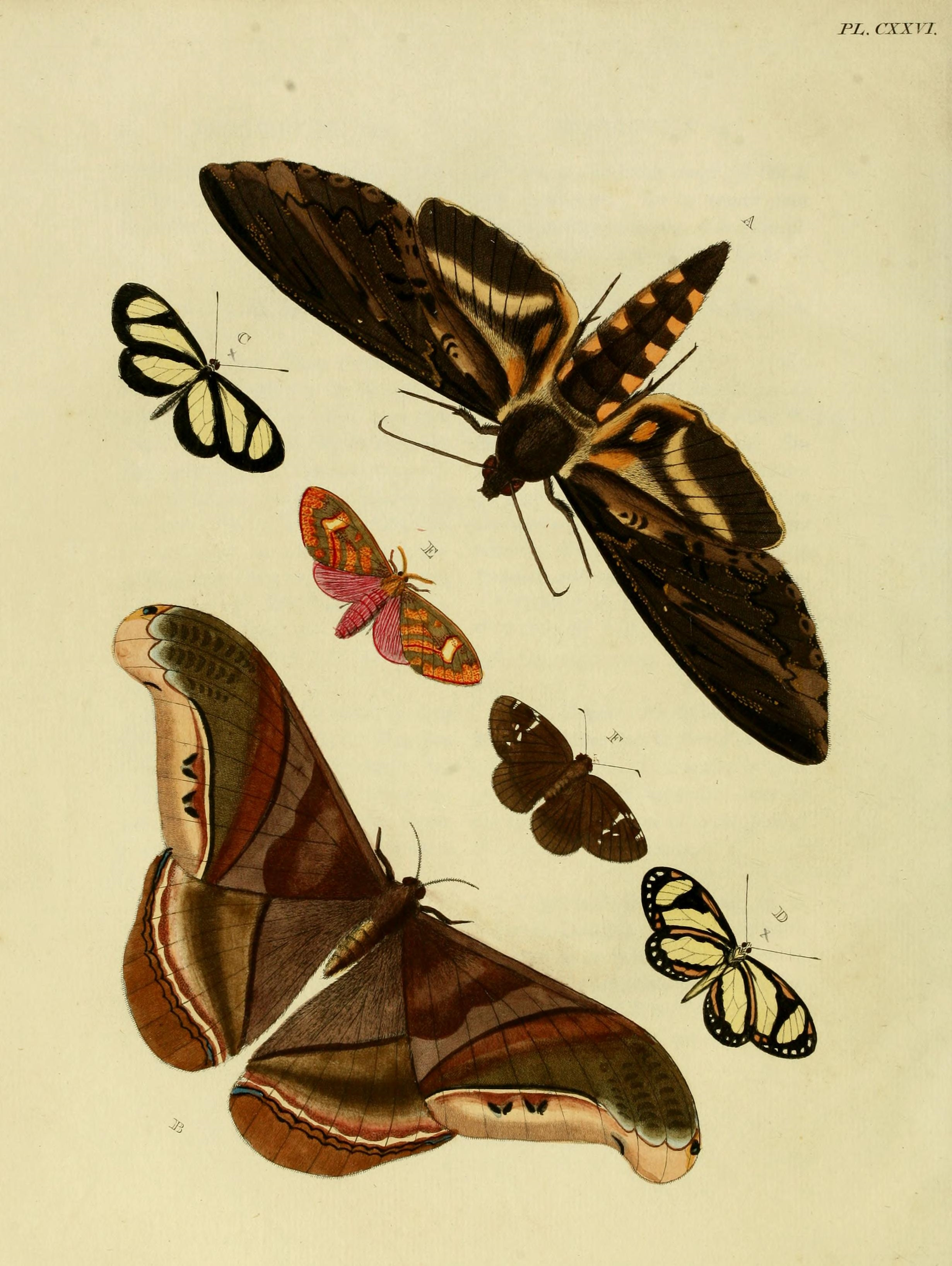
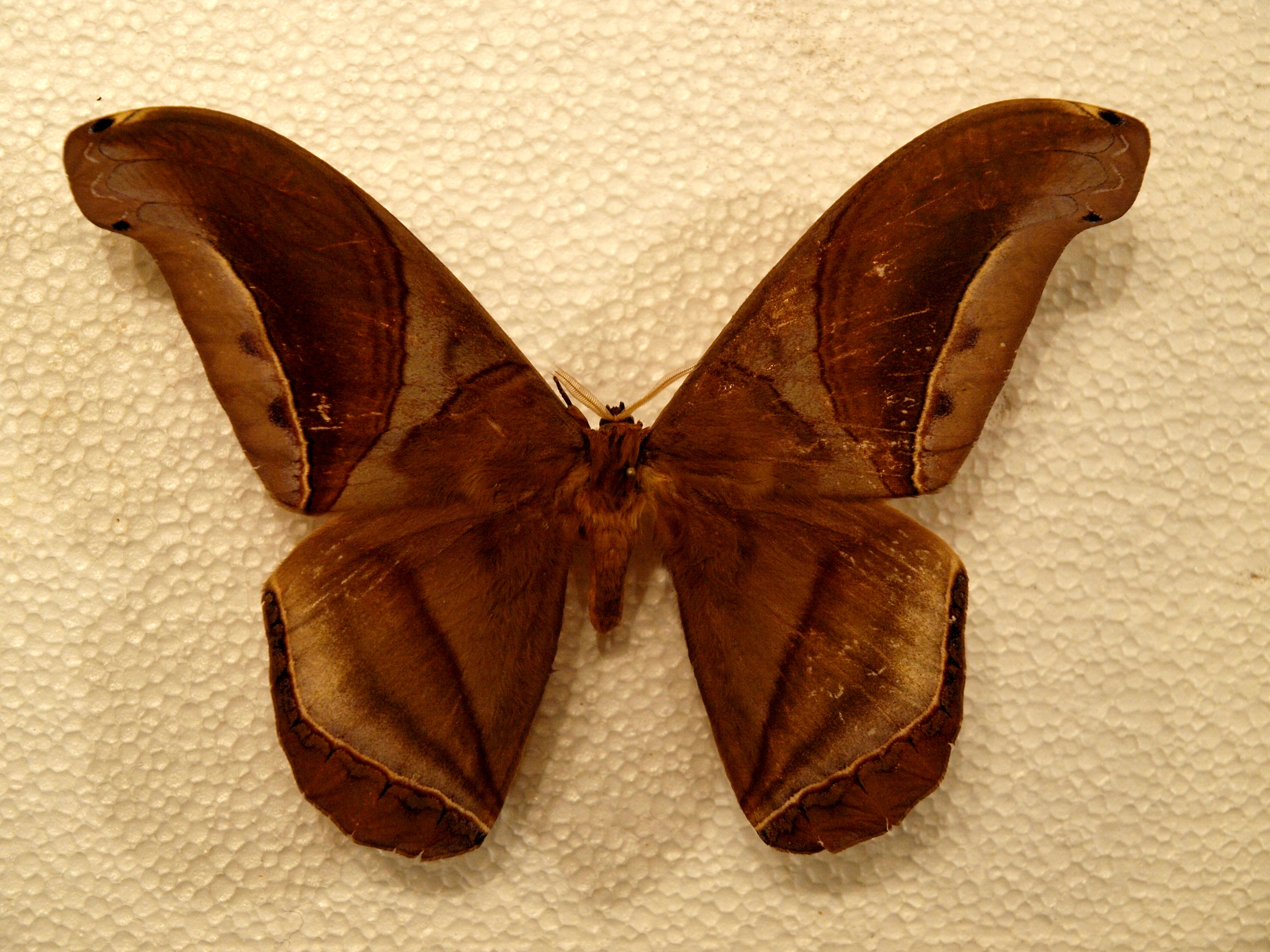
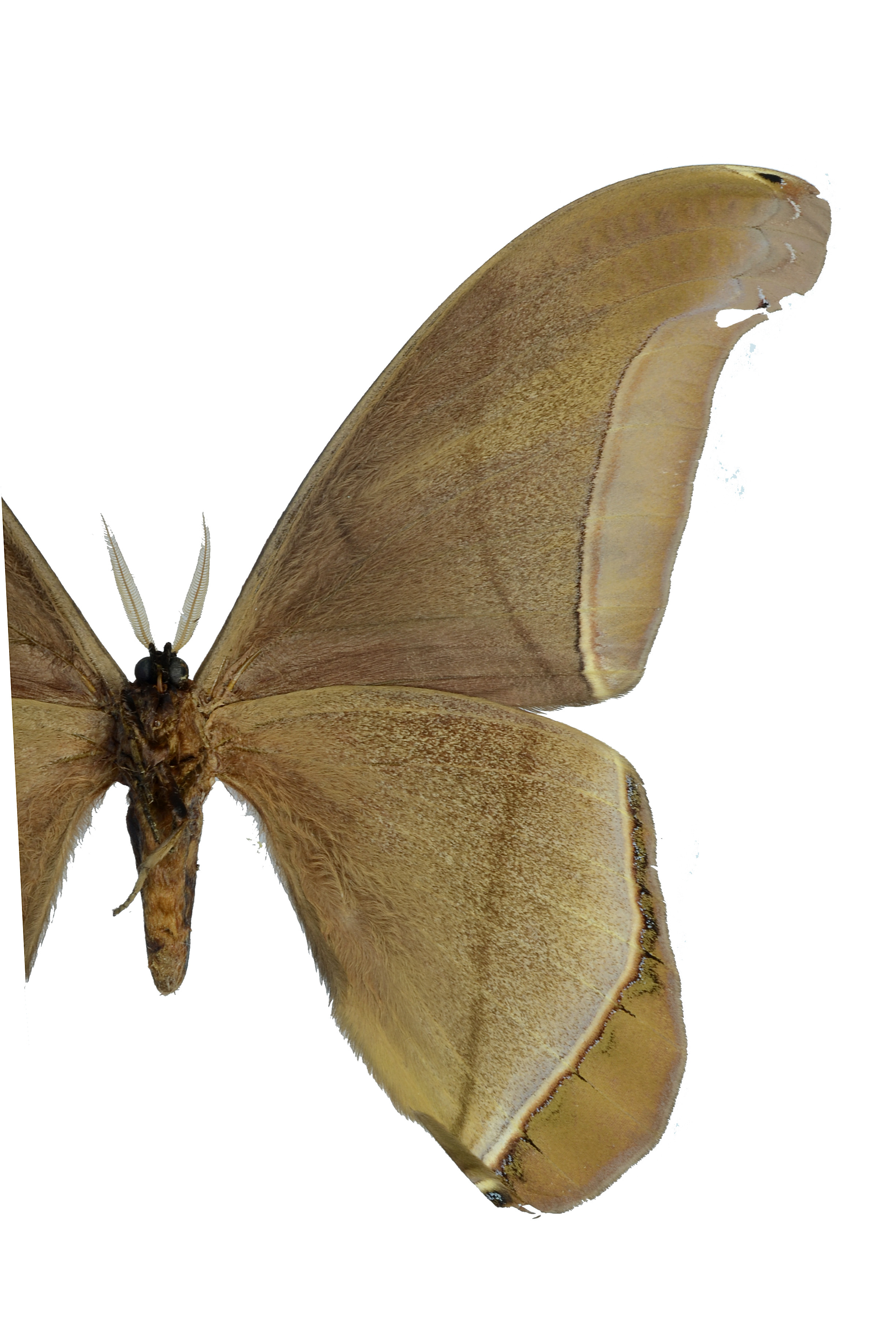